# Randow
Randow, pol. Rędowa – rzeka w północno-wschodnich Niemczech w pobliżu granicy z Polską, na terenie krajów związkowych Brandenburgia oraz Meklemburgia-Pomorze Przednie (na odcinku 20 km rzeka graniczna). 

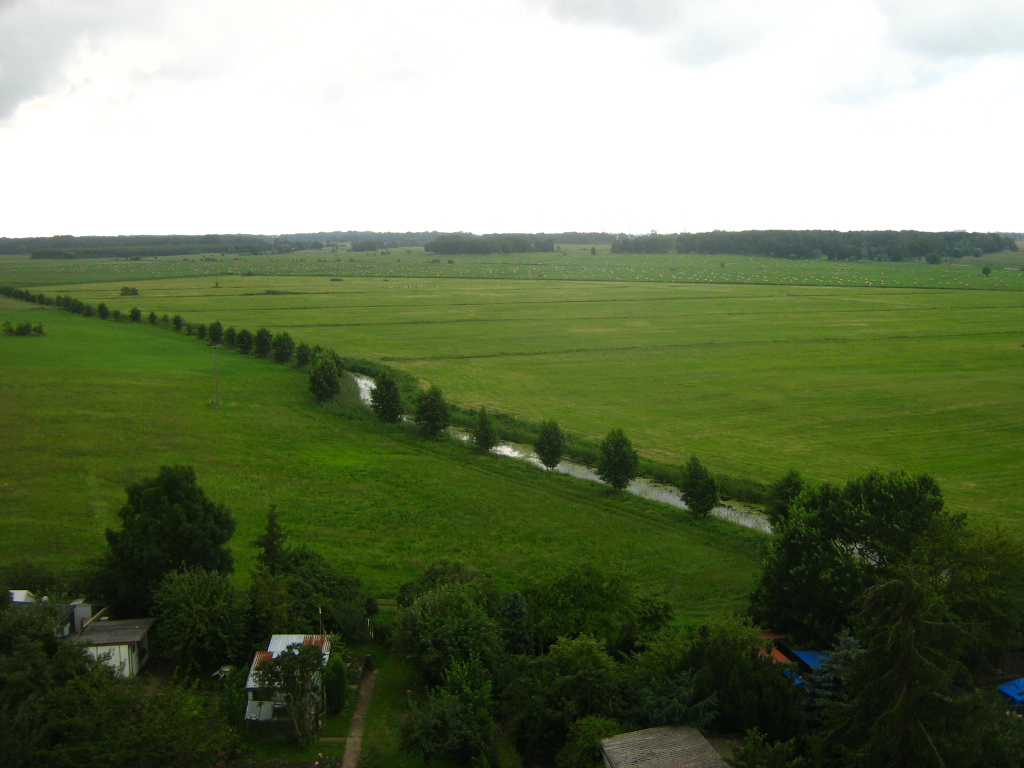
Rzeka w okolicach Löcknitz.

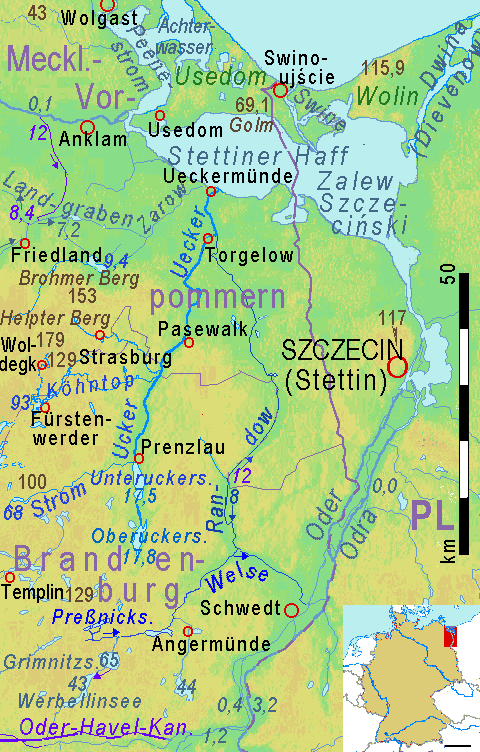
Rzeki Randow, Wkra a Welse.

## Opis
Źródła rzeki znajdują się między miastami Schmölln (gmina Randowtal) a Grünz (Penkun). Stąd woda wypływa zarówno na północ (nurt główny do rz. Wkry), jak i południe (do rz. Olszy), można zatem mówić o bifurkacji.
We wczesnym średniowieczu tereny nad rzeką (rzeka graniczna, IX – XVIII w.) zamieszkiwane były przez plemiona słowiańskie, m.in. Wieletów, Pomorzan i Wkrzan. Rzeka prawdopodobnie mogła stanowić część zachodniej granicy Polski w X wieku.
W przeszłości znana była także pod nazwą Lochnitza (Łęknica), jednak począwszy od 1700 r. określana wyłącznie jako Randow.
W 1945 r., podczas konferencji poczdamskiej rzeka była brana pod uwagę jako jeden z możliwych wariantów poprowadzenia zachodniej granicy państwa polskiego na części odcinka między Odrą a Bałtykiem.
Od nazwy rzeki pochodzą również nazwy: historyczny powiat Randow, były powiat Uecker-Randow (obecnie Vorpommern-Greifswald) w Meklemburgii-Pomorzu Przednim.